# Хлудовы
Хлу́довы — русская купеческая династия, выделившаяся в начале XIX века из ткачей-кустарей города Егорьевска Рязанской губернии.
Глава семьи Иван Иванович Хлудов происходил из экономических крестьян-кустарей деревни Акатово Нечаевской волости Егорьевского уезда Рязанской губернии. В 1817 году приехал в Москву и поселился у родственников в районе Швивой горки. Стал вместе с семьёй ткать на ручных станках пояса и кушаки, тесёмочный товар. С 1829 года — московский купец 3-й гильдии; в 1834 году владел двумя лавками в Гостином дворе и в Городских рядах. В начале 1835 года купил дом в Яузской части, но 24 марта скончался, оставив около 200 тыс. рублей в наследство своим сыновьям Назару, Алексею, Герасиму и Давиду, которые учредили в 1841 году Торговый дом «А., Н., Г. и Д. Ивана Хлудова сыновья» (с 1861 года — «Алексей и Герасим Ивана Хлудова сыновья»). Они построили бумагопрядильную фабрику в Егорьевске (1845), Норскую льнопрядильно-ткацкую мануфактуру близ Ярославля (1860). Алексей и Герасим Хлудовы были в числе учредителей Товарищества Кренгольмской мануфактуры (1857), которое владело близ Нарвы крупнейшим в России предприятием по производству хлопчатобумажной пряжи.
- Иван Иванович (1786—1835) — родоначальник династии 
∞ Меланья Захаровна Хлудова, урождённая Щёкина (1781—1838).
  - Тарас Иванович (1805—1837).
  - Савелий Иванович (1806—1855) — холостяк, приятель Л. И. Кнопа.
  - Алексей Иванович (1818—1882) — библиофил и собиратель рукописей 
∞ Евдокия Яковлевна Щербакова (1817—1854)
    - Василий Алексеевич (1838—1913). Жена — Нина Флорентьевна Перлова
      - Сергей Васильевич (1896—1958) — химик. Жена — Елена Николаевна Костарева (1902—1986)
      - Алексей Васильевич (1887—1958) — инженер, преподаватель МВТУ.
      - Вера Васильевна (1889—1953)

    - Ольга Алексеевна (1838—1894), замужем за Алексеем Ивановичем Ланиным (1818—1882)
    - Иван Алексеевич (1839—1868)
    - Михаил Алексеевич (1843—1885). Жена — Вера Александровна Александрова
      - Алексей Михайлович[1]

    - Татьяна Алексеевна (1844—1908), замужем за Александром Николаевичем Мамонтовым (1832—1900).
    - Егор Алексеевич
    - Варвара Алексеевна (1848—1917), замужем за Абрамом Абрамовичем Морозовым.

  - Назар Иванович (1819—1858).
    - Николай Назарович. Матерью его была княгиня Мария Ивановна Тенишева.
      - Надежда Николаевна — в 1-м браке за Алексеем Алексеевичем Абрикосовым (1856—1931), директором «Товарищества А. И. Абрикосова сыновей», издателем журнала «По вопросам психологии и философии»; во 2-м — за Карелом Крамаржем.

    - Надежда Назаровна (ок. 1844—после 1887) — хозяйка магазина детской одежды, замужем за купцом Сергеем Ильичом Щёкиным[2]

  - Герасим Иванович (1821—1885) — коллекционер картин.
    - Александра Герасимовна (1856—1924), замужем за Александром Александровичем Найдёновым (1839—1916)
    - Клавдия Герасимовна (?—?), замужем за Дмитрием Родионовичем Востряковым
    - Прасковья Герасимовна (?—?), замужем за Константином Константиновичем Прохоровым (1842—1888)
    - Любовь Герасимовна (1859—1931), в 1-м браке — за Николаем Александровичем Лукутиным (1853—1902), во 2-м — за Николаем Михайловичем Пыльцовым (1876—1936)[3]

  - Давид Иванович (1822—1886) — благотворитель.